# Fontana del Pescatore
La fontana del Pescatore è una fontana del 1768. Si trova lungo la strada che collega Palermo a Monreale.

## Storia
La strada fu realizzata su volere di Francesco Testa, arcivescovo di Monreale, in sostituzione della precedente troppo ripida e malridotta. Il progetto prevedeva la messa in opera di alcune fontane lungo il percorso per confortare i viandanti durante il ripido cammino.
La  fontana del Pescatore venne costruita nel 1768, ad opera dello scultore Ignazio Marabitti.

## Descrizione
L'opera richiama lo stile di Giacomo Serpotta ed è costituita da una grande vasca marmorea posta su due file di gradini.
Dal centro della vasca emerge una formazione rocciosa su cui sono due delfini cavalcati da due puttini.
Più in basso altri due putti si specchiano nell'acqua.
Poco distante, seduto su una roccia e nell'atto di pescare, si trova un altro putto, da cui il nome alla fontana.